# Toužetín (zámek)
Toužetín je zámek ve stejnojmenné obci osm kilometrů jihovýchodně od Loun. Od roku 1964 je chráněn jako kulturní památka. Zámek stojí v zemědělském areálu a není přístupný veřejnosti.
Předchůdcem zámku byla gotická tvrz doložená ve druhé polovině čtrnáctého století. V jejím vlastnictví se vystřídali příslušníci řady šlechtických rodů, ke kterým patřili Žerotínové, Klinštejnové nebo Pětipeští z Chýš. Dochovanou podobu zámek získal při barokní přestavbě, kterou na konci sedmnáctého století realizoval kníže Ferdinand ze Schwarzenbergu.

## Historie
První písemná zmínka o toužetínské tvrzi pochází z roku 1372, kdy na ní sídlil Přešek z Toužetína. Po něm vesnici podle Rudolfa Anděla získal Albrecht z Kolovrat, po němž jako majitelé následovali Vlastibor z Kladna a Markvart z Kralovic. August Sedláček však Albrechta z Kolovrat v Toužetíně nezmínil. Vlastibor a Markvart podle něj statek roku 1409 prodali Oldřichovi z Hazmburka a ten o pět let později klášteru v Panenském Týnci. Od kláštera vesnici, tvrz a dvůr se třemi poplužími neznámým způsobem získal Jaroslav ze Žerotína, který se roku 1434 psal s přídomkem „seděním na Toužetíně“. Potvrzení vlastnictví od kláštera získal se svým synem Janem za příslib náhrady až v roce 1443. Náhradu v podobě luk, lesů, Týnce, Týnečku a platu v Úhercích klášteru přenechal až po dlouhém sporu v roce 1465. Sám však Toužetín okolo roku 1455 prodal Jindřichu Míčanovi z Klinštejna. Proti prodeji neúspěšně u zemského soudu protestoval Zbyněk Zajíc z Hazmburka.
Toužetín zůstal hlavním Jindřichovým sídlem až do roku 1478, kdy přikoupil Pátek. Jindřich zemřel před rokem 1480 a jeho synové Jan, Jindřich a Čeněk z Klinštejna Toužetín nejspíše zastavili Jindřichovi z Vřesovic, který byl toužetínským pánem v roce 1489. Nakonec zůstal jediným držitelem Jan Míčan z Klinštejna, který zemřel před rokem 1519 a jeho sestra Kristýna Toužetín roku 1523 prodala. Podle Rudolfa Anděla však všichni tři bratři z rodu pánů z Klinštejna majetek spravovali společně a prodali jej oni. Kupcem byl Václav Haugvic z Biskupic, který si statek ponechal jen do roku 1529, kdy jej prodal Václavovi Pětipeskému z Chýš a Egerberka. Po jeho smrti v roce 1538 Toužetín spravovala jeho manželka Magdaléna z Klinštejna, která se panství vzdala ve prospěch Václavova bratra Jindřicha Pětipeského (Rudolf Anděl uvedl Jindřicha z Klinštejna.). Roku 1539 Toužetín koupil Jaroslav Sekerka ze Sedčic. Sám Jindřich však nadále bydlel na tvrzi, kde si vymínil užívání malované světnice, komory a páru koní s kočím ve chlévě. Panství v té době patřilo k velmi výnosným. Pěstovala se na něm pšenice (výnos 2,5 tuny na hektar), chmel a na výměře odpovídající 2,3 hektarům také šafrán.
Jaroslav Sekerka vedl mnoho nákladných sporů, které vedly k zadlužení panství. Když roku 1543 pobýval v cizině, kde se skrýval před morem, rozhodly krajské úřady, aby se správy statku ujal Beneš ze Sendražic. Jaroslav Sekerka se s ním soudil a v roce 1544 Toužetín prodal Jeronýmu Šlikovi za 2 000 kop českých grošů. Od Jeronýma statek následujícího roku koupil Hynek Krabice z Veitmile (August Sedláček tento prodej nezmínil.) a v roce 1548 jej za 12 300 kop českých grošů prodal Elišce z Krajku, která byla manželkou Jana z Valdštejna na Točníku. Roku 1555 od Elišky Toužetín koupil Jan ze Sovince a Doubravice, známý ve své době jako násilník, který vedl spory se svými sousedy i poddanými. V roce 1567 zapsal Toužetín k dědičnému držení své manželce Veronice Šlikové.
Neznámým způsobem Toužetín získal zemský soudce Jan z Šelmberka a z Kosti, který jej roku 1590 zapsal své manželce Kateřině z Veitmile. Jan zemřel okolo roku 1598 a Kateřina se podruhé vdala za Petra z Liebenthalu, na kterého toužetínský statek v roce 1606 převedla. Petr jej poté ještě téhož roku prodal Janu Hruškovi z Března († 1610). Z jeho synů Adama, Jindřicha a Bedřicha Toužetín dostal Bedřich. K panství tehdy patřila Nová Ves, části vsí Donín, Smolnice a dvůr Březí. Za svou účast na stavovském povstání byl Bedřich odsouzen ke konfiskaci třetiny majetku. Zabavený Toužetín tak roku 1623 koupil císařský rada a komorník Adam z Herbersdorfu. Po Adamově smrti vdova Marie Salomena z Herbersdorfu, rozená z Prejsinku, roku 1630 prodala své české statky Pavlu Michnovi z Vacínova. Ten za Toužetín, Bitozeves, Seménkovice, Tatinnou a Lišany zaplatil 75 000 zlatých a připojil je k Postoloprtům. U postoloprtského panství Toužetín zůstal až do zrušení patrimoniální správy. Roku 1692 Postoloprty koupil Ferdinand ze Schwarzenbergu. Ze Schwarzenbergů byly z Toužetína spravovány také vsi Donín, Nová Ves, Knovíz, Smilovice, Vlčí a od roku 1796 nově založená ves Sulec.
Během třicetileté války tvrz v Toužetíně zpustla a částečně vyhořela. Ferdinand ze Schwarzenbergu ji proto v roce 1696 (1697–1698) nechal přestavět v barokním slohu. Stavbu projektoval architekt Giacomo de Maggi. Vysoká hladina podzemní vody komplikovala stavbu základů, a proto byly do podloží zaraženy stovky dubových pilot. Rozestavěný projekt dokončil Pietro de Maggi. Kamenické práce vedl Ambrosio Waldi, který je autorem hlavního portálu a ostění oken. Kámen byl těžen v lomech u Smolnice a Lipna.
Za sedmileté války se před zámkem odehrála bitva mezi pruskými husary a císařskými dragouny a samotný zámek byl několikrát obsazen pruským vojskem. Po bitvě u Chlumce v roce 1813 bylo na zámku internováno přes 900 zajatých francouzských vojáků.
Při pozemkové reformě v roce 1924 se zámek v Toužetíně, ke kterému patřil dvůr s 85 hektary půdy, stal soukromým majetkem. Od roku 1950 jej využívalo Jednotné zemědělské družstvo Vrbno, které budovu v roce 1967 pronajalo jako skladiště oděvnímu obchodu. V témže roce byla opravena střecha.

## Stavební podoba
Podle popisu z roku 1669, kdy Postoprty s Toužetínem koupil Jiří Ludvík ze Sinzendorfu, tvrz obklopoval vodní příkop, před nímž stála samostatná brána. Budovy vlastní tvrze stály okolo čtvercového nádvoří. V areálu bývaly také pivovar, vinopalna, pekárna, ovčín, kovárna a další budovy dvora.
Toužetínský zámek je obdélníková patrová budova s dvorem stejného tvaru. Je obklopena příkopem, přes který vede ke vstupní bráně kamenný most. Na něm jsou umístěny sochy svatého Václava a svatého Jana Nepomuckého. Hlavní průčelí zdůrazňuje pětiosý rizalit zdobený pilastry. V rizalitu se nachází vstupní portál, nad nímž je umísten schwarzenberský erb. Do nádvoří vede průjezd zaklenutý valenou klenbou s lunetami. Nádvorní stěnu vstupního křídla člení trojice arkád sklenutých plackovými klenbami a pásy. Trojice valeně klenutých přízemních prostorů protějšího jižního křídla se v celé šířce otevírá do nádvoří oblouky. Fasády prvního patra obou křídel zdobí lizény. Vnitřní prostory prvního patra v západním, jižním a části východního křídla jsou rozděleny do dvou podlaží. Hlavní schodiště má valené a křížové klenby.